# قاي راسيل
قاي راسيل (بالإنجليزية: Guy Russell)‏ (28 سبتمبر 1967 في المملكة المتحدة - ) هو مدرب كرة قدم ولاعب كرة قدم بريطاني في مركز الهجوم. لعب مع برمنغهام سيتي ونادي كارلايل يونايتد ونادي سوليهول لكرة القدم ونادي موور غرين لكرة القدم وPalloseura Kemi Kings ‏.